# Sången om den eldröda blomman (1919)
Sången om den eldröda blomman är en svensk dramafilm från 1919 i regi av Mauritz Stiller. I huvudrollerna ses Lars Hanson, Edith Erastoff, Greta Almroth och Lillebil Ibsen.

## Handling
Bondsonen Olof har tycke hos flickorna men efter ett gräl med sin far om detta ger han sig iväg hemifrån och blir flottare. Han förälskar sig i Kylikki men hennes far avvisar Olofs frieri tills han får veta att Olof inte är någon vanlig flottare utan en rik bondson.

## Om filmen
Filmen spelades in vid Svenska Biografteaterns ateljé på Lidingö med exteriörscener från Faxälven vid Långsele, Sollefteå. För foto svarade Ragnar Westfelt och Henrik Jaenzon. Som förlaga har man författaren Johannes Linnankoskis roman Laulu tulipunaisesta kukasta från 1905 som kom i svensk översättning 1906. 
Filmen premiärvisades 14 april 1919. Den blev en stor publiksuccé. Den spelades fem veckor på premiärbiografen  Röda Kvarn i Stockholm, något som aldrig hänt tidigare och nettovinsten på filmen rörde sig om minst 80 000 kr, den största vinsten dittills för någon svensk film. 

## Rollista i urval
- Lars Hanson – Olof Koskela
- Greta Almroth – Annikki
- Lillebil Ibsen – Elli, kallad Gasellen, piga på Koskelagården
- Louise Fahlman – Koskela-värdinnan, Olofs mor
- Axel Hultman – Koskela-bonden, Olofs far
- John Ekman – flottareförmannen
- Hjalmar Peters – Moisio-bonden
- Edith Erastoff – Kyllikki, Moisio-bondens dotter
- Nils Lundell – Inkala-sonen, Kyllikkis fästman
- Olof Ås – flottare
- Paul Hagman – flottare
- Gösta Ström – flottare i slagsmål
- Bengt Djurberg – en ung man

## Musik i filmen
Sången om den eldröda blomman, originalmusik komponerad av Armas Järnefelt. "Järnefelt var den förste i Sverige att komponera ett partitur som koordinerade bild och musik, delvis med folkvisematerial."